# Isla Dewberry
La Isla Dewberry (en inglés: Dewberry Island) es una isla situada en el Condado de Calhoun, en Texas, al sur de los Estados Unidos. Está al noreste del Refugio de Vida Silvestre de la Isla de Matagorda y en el lado norte de la bahía de Shoalwater, en el centro de la costa de Texas. Es de varias millas de largo y se le considera una extensión de la cercana isla de Blackberry. Se encuentra cerca de un accidente geográfico conocido como el Army Cut (corte del Ejército).
Dewberry tiene tanto arena como zonas fangosas . La isla experimenta a menudo significativos vientos del sur. La elevación de la isla es de 3 pies ( 0,91 m) sobre el nivel del mar . Es posible practicar kayak en las proximidades de la misma.